# Furcobates cuspidatus
Furcobates cuspidatus är en kvalsterart som först beskrevs av Hammer 1967.  Furcobates cuspidatus ingår i släktet Furcobates och familjen Ceratozetidae. Inga underarter finns listade i Catalogue of Life.